# Clive Selwyn Steele
Sir Clive Selwyn Steele MC, avstralski general in vojaški inženir, * 30. september 1892, † 5. avgust 1955.